# 1. pěší divize Spojených států amerických
1. pěší divize Armády Spojených států amerických (angl. First Expeditionary Division) byla založena v květnu 1917, později byla přejmenována na 1st Infantry Division. Divize bojovala v první i druhé světové válce. Známa je především svoji účastí během operace „Overlord“, kdy se vylodila na pláži Omaha, kde svedla tvrdý boj s německými obránci.
Z 1. pěší divize dorazila do Vietnamu jako první 2. brigáda, která se v červenci 1965 vylodila v Qui Nhonu, zbytek divize dorazil z Fort Riley v Kansasu v říjnu. Divize se usídlila ve III. CTZ a zde využívala standardní nabídky, kterou III. CTZ nabízela, tj. boje v Železném trojúhelníku, válečných zónách C a D atd. Poslední jednotky 1st Infantry Division opustily Vietnam v dubnu 1970.
Dnes má základnu ve Vilsecku v Německu.

## Bojové nasazení za druhé světové války

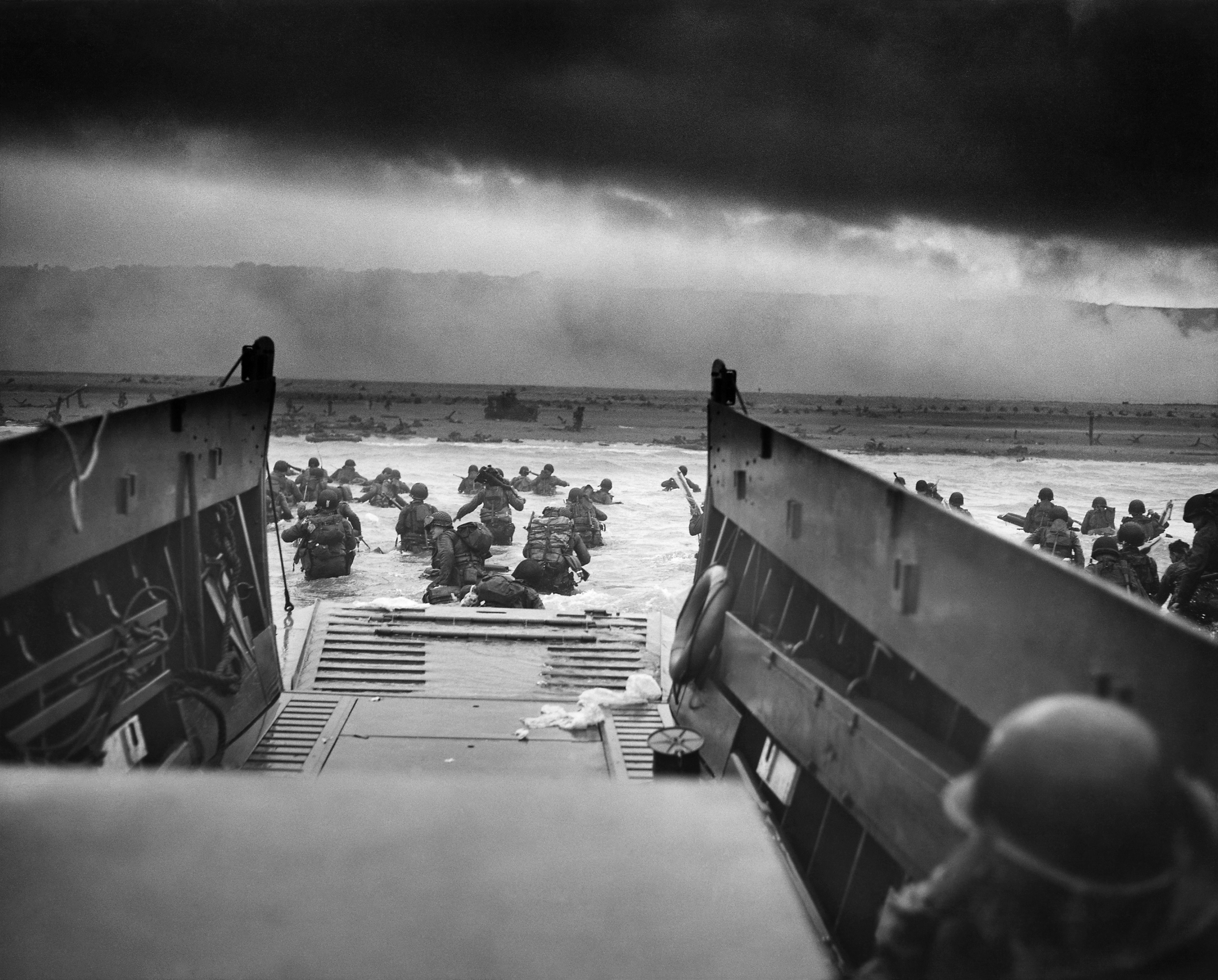
Robert F. Sargent: Do spárů smrti: Vojáci z 1. divize přistávají 6. června 1944 na Omaha Beach

- 8. listopadu 1942 – vylodění v severní Africe
- leden 1943 – Kaserínský průsmyk
- březen 1943 – el-Getár, Gábes
- duben 1943 – Sakket, boje o kóty 407, 575 a 523 v severním Tunisu
- 10. července 1943 – vylodění na Sicílii, Mazzarino, Barrafranca, Gangi
- srpen – říjen 1943 – Troina, posádková služba
- 6. června 1944 – vylodění na pláži Omaha, Normandie, Caumont
- červenec 1944 – Colombiers, operace Cobra, průlom u Marigny
- srpen 1944 – Mortain, postup Francií
- září 1944 – Mons, řeka Mása, Liége, Siegf. linie, Haaren, Eilendorf
- 12. září 1944 – útok na Aachen
- listopad 1944 – řeka Run, Laufenberg, Merode
- prosinec 1944 – operace v oblasti Lüchem-Langerwebe
- 17. prosince 1944 – Ardeny (prostor Malmédy, Eupen, Butgenach)
- leden 1945 – protiútok v Ardenách (do 25. ledna 1945)
- únor 1945 – útok na řece Roer, Kreuznau, Burg
- březen 1945 – Neffel, Bonn, řeka Rýn, Siegen
- duben 1945 – Ruhrská kapsa, Paderbon, řeka Weser, Einbeck, pohoří Harz
- květen 1945 – část divize západní Čechy – Cheb, Kynšperk, Sokolov

Během těchto nasazení divize ztratila 4 285 vojáků a 15 208 jich bylo zraněno.